# Podúsek 4./XI. Dolní Morava
Stavební podúsek 4./XI. Dolní Morava měl být stavěn jako součást těžkého opevnění, které bylo ve druhé polovině 30. let 20. století realizováno Československem jako zajištění hranic proti nepřátelskému Německu. Podúsek 4./XI., součást ŽSV XI Hrušovany nad Jevišovkou, měl ochránit západní hranici Slovenska (podél dolního toku řeky Moravy) proti Rakousku, které bylo na jaře 1938 Německem obsazeno.

## Základní údaje
Úsek nebyl do mnichovské dohody zadán žádné firmě, stavební práce tedy vůbec nebyly zahájeny. ŘOP jej plánoval staviteli zadat do konce roku 1938. I přesto již byl ustanoven velitel podúseku, jímž se stal škpt. žen. Ing. František Novák.

## Průběh linie
Vzhledem k přírodním překážkám přímo na hranici, které tvořila především samotná řeka Morava a také okolní podmáčené terény, nebylo zapotřebí stavět celou linii pěchotních srubů. Navržené těžké objekty tak měly tvořit v počtu dvou až tří srubů uzávěry přeshraničních komunikací v prostoru od Kútů po Devínskou Novou Ves, jejich přesné umístění však není dosud známé. Mezery mezi těmito uzávěrami byly chráněny již vystavěným lehkým opevněním.

## Seznam objektů
Pozn.: Objekty jsou řazeny od severu k jihu.
| Označení | Podle projektu | Odolnost | Umístění | Poznámky                                        |
| -------- | -------------- | -------- | -------- | ----------------------------------------------- |
| DM-S 1   | OP-S 9         | II       | neznámé  | jednopodlažní                                   |
| DM-S 2   | nový projekt   | II       | neznámé  | jednopodlažní                                   |
| DM-S 3   | T-S 97         | II       | neznámé  |                                                 |
| DM-S 4   | OP-S 47        | II       | neznámé  |                                                 |
| DM-S 5   | nový projekt   | II       | neznámé  | atypický pro čelní palbu, bez zvonu a schodiště |
| DM-S 6   | OP-S 17        | II       | neznámé  |                                                 |
| DM-S 7   | OP-S 40        | II       | neznámé  |                                                 |
| DM-S 8   | T-S 97         | II       | neznámé  |                                                 |
| DM-S 9   | OP-S 40        | II       | neznámé  |                                                 |

## Popis objektů
V rámci podúseku 4./XI. mělo být postaveno celkem devět pěchotních srubů označených DM-S 1 až DM-S 9. Mělo se většinou jednat o obvyklé oboustranné objekty II. stupně odolnosti, výzbroj každého srubu měly tvořit dva protitankové kanóny vz. 36 spřažené s těžkým kulometem vz. 37 a dvě dvojčata týchž kulometů. Po pozorování měly být určeny vždy dva pancéřové zvony, pro blízkou ochranu sloužily dva lehké kulomety vz. 26 ve zvonech a další tři nebo čtyři ve střílnách tzv. „pod betonem“.
Objekty DM-S 1 a 2 byly z důvodu vysoké hladiny podzemní vody vyprojektovány jako jednopodlažní (bez spodního patra). Srub DM-S 4 měl být navíc vyzbrojen i těžkým kulometem vz. 37 v pancéřové kopuli. Zcela atypický měl být objekt DM-S 5, který neměl mít pancéřový zvon ani kopuli (u československého těžkého opevnění naprostá rarita) a výzbroj měl tvořit protitankový kanón spřažený s těžkým kulometem v „poločelní“ až kosé střílně (drtivá většina československých pěchotních srubů má boční střílny).